# Reprezentacja Litwy w piłce ręcznej mężczyzn
Reprezentacja Litwy w piłce ręcznej mężczyzn – narodowy zespół piłkarzy ręcznych Litwy. Reprezentuje swój kraj w rozgrywkach międzynarodowych.

## Turnieje

### Udział wmistrzostwach świata
| Rok  | Kwalifikacje            | Wynik                   | Źródło |
| ---- | ----------------------- | ----------------------- | ------ |
| 1993 | Nie zakwalifikowała się | Nie zakwalifikowała się |        |
| 1995 | Nie zakwalifikowała się | Nie zakwalifikowała się |        |
| 1997 | Awans                   | 10.                     |        |
| 1999 | Nie zakwalifikowała się | Nie zakwalifikowała się |        |
| 2001 | Nie zakwalifikowała się | Nie zakwalifikowała się |        |
| 2003 | Nie zakwalifikowała się | Nie zakwalifikowała się |        |
| 2005 | Nie zakwalifikowała się | Nie zakwalifikowała się |        |
| 2007 | Nie zakwalifikowała się | Nie zakwalifikowała się |        |
| 2009 | Nie zakwalifikowała się | Nie zakwalifikowała się |        |
| 2011 | Nie zakwalifikowała się | Nie zakwalifikowała się |        |
| 2013 | Nie zakwalifikowała się | Nie zakwalifikowała się |        |
| 2015 | Nie zakwalifikowała się | Nie zakwalifikowała się |        |
| 2017 | Nie zakwalifikowała się | Nie zakwalifikowała się |        |
| 2019 | Nie zakwalifikowała się | Nie zakwalifikowała się |        |
| 2021 | Nie zakwalifikowała się | Nie zakwalifikowała się |        |
| 2023 |                         |                         |        |
| 2025 |                         |                         |        |
| 2027 |                         |                         |        |

### Udział wmistrzostwach Europy
| Rok  | Kwalifikacje            | Wynik                   | Źródło |
| ---- | ----------------------- | ----------------------- | ------ |
| 1994 | Nie zakwalifikowała się | Nie zakwalifikowała się |        |
| 1996 | Nie zakwalifikowała się | Nie zakwalifikowała się |        |
| 1998 | Awans                   | 9.                      |        |
| 2000 | Nie zakwalifikowała się | Nie zakwalifikowała się |        |
| 2002 | Nie zakwalifikowała się | Nie zakwalifikowała się |        |
| 2004 | Nie zakwalifikowała się | Nie zakwalifikowała się |        |
| 2006 | Nie zakwalifikowała się | Nie zakwalifikowała się |        |
| 2008 | Nie zakwalifikowała się | Nie zakwalifikowała się |        |
| 2010 | Nie zakwalifikowała się | Nie zakwalifikowała się |        |
| 2012 | Nie zakwalifikowała się | Nie zakwalifikowała się |        |
| 2014 | Nie zakwalifikowała się | Nie zakwalifikowała się |        |
| 2016 | Nie zakwalifikowała się | Nie zakwalifikowała się |        |
| 2018 | Nie zakwalifikowała się | Nie zakwalifikowała się |        |
| 2020 | Nie zakwalifikowała się | Nie zakwalifikowała się |        |
| 2022 | Awans                   | 21.                     |        |
| 2024 |                         |                         |        |